# Grollea antheliopsis
Grollea antheliopsis là một loài rêu trong họ Antheliaceae. Loài này được R.M. Schust. mô tả khoa học đầu tiên năm 1964. Danh pháp khoa học của loài này chưa được làm sáng tỏ. 